# Młyńsko (powiat kwidzyński)
Młyńsko (Młynisko) – uroczysko - dawna miejscowość w Polsce położona w województwie pomorskim, w powiecie kwidzyńskim, w gminie Prabuty.